# Elbe (Schiff, 1881)
Die Elbe war der erste Schnelldampfer des Norddeutschen Lloyd (NDL) und gleichzeitig des Deutschen Reiches. Sie war der erste Schnelldampfer der elf Schiffe umfassenden Flüsse-Klasse. Sie wurde von 1881 bis 1895 auf dem Nordatlantik eingesetzt. Lediglich 1889/90 wurde sie für drei Rundreisen auf die Reichspostdampferlinie nach Australien abgezogen. Am 30. Januar 1895 sank die Elbe nach einer Kollision mit dem britischen Dampfer Crathie in der Nordsee, wobei mindestens 332 Personen starben. Nur 20 Personen konnten gerettet werden. Dies war der schwerste Unfall des NDL.

## Technische Daten
Als die Elbe am 4. April 1881 auf der Werft von John Elder & Co in Glasgow von Stapel lief, war sie das Vollkommenste, was man damals in Bezug auf Komfort, Größe, Schnelligkeit und Sicherheitstechnik bauen konnte. Ihre Länge betrug 127,46 m, die größte Breite 13,72 m, die Tiefe vom obersten Deck 10,8 m. Der Rauminhalt des Schiffs wurde mit 4.510 Bruttoregistertonnen angegeben. Der Propeller aus Manganbronze hatte einen Durchmesser von 21 Fuß (ca. 7 m). Damit konnte sie eine Geschwindigkeit von 16 Knoten erreichen. Die prächtig ausgestatteten Kajütenräume waren für 190 Gäste erster und 120 zweiter Klasse, das Zwischendeck für 800 Passagiere berechnet.
Der Schnelldampfer war für den Liniendienst auf der Strecke Bremerhaven – New York vorgesehen und erfreute sich vor allem bei den Auswanderern großer Beliebtheit. Die Elbe unternahm 1889 mit Genehmigung der Reichsregierung auch drei Fahrten nach Australien, obwohl sie den Richtlinien für Reichspostdampfer nicht genügte.

## Der Untergang der Elbe

Fahrtroute der Elbe und der Crathie

Am 29. Januar 1895, nachmittags um 15 Uhr, trat das Passagierschiff Elbe bei klarem Winterwetter seine Reise von Bremerhaven nach New York unter dem Kommando von Kapitän Kurt von Goessel an. Ca. 200 Auswanderer hatten sich auf dem Dampfer eingeschifft, dessen Besatzung rund 180 Mann umfasste. Die Fahrt in der Nacht war ruhig und ohne Zwischenfall verlaufen. In den Morgenstunden setzte plötzlich ein heftiger Sturm ein. Obwohl die beiden wachhabenden Offiziere der Elbe die Positionslichter des auf Kollisionskurs zu ihrem Schiff befindlichen Kohledampfers Crathie rechtzeitig gesichtet hatten, unternahmen sie keine weiteren Schritte, da die Crathie auf Grund der gesetzlichen Lage zum Ausweichen verpflichtet war und die Entfernung des Schiffes falsch eingeschätzt wurde. Auf der Crathie hatten der wachhabende Offizier und der Ausguck ihre Posten verlassen, um in der Kombüse Kaffee zu trinken. An Deck war lediglich ein Matrose am Ruder verblieben, der jedoch auf Grund des durch die Schiffsaufbauten eingeschränkten Sichtfeldes die Elbe nicht rechtzeitig sehen konnte. Deshalb stieß die Crathie, anstatt die Elbe zu umfahren, mit ungehemmter Wucht gegen die Breitseite des Passagierschiffes. Um 5 Uhr 40 morgens geschah der Zusammenstoß. Die Mannschaft begann sofort auf Befehl des Kapitäns von Goessel mit den meist erfolglosen Versuchen, die vereisten Rettungsboote flott zu bekommen. Unter den Passagieren entstand indes keine Panik, was bei der späteren amtlichen Untersuchung durch das Seeamt Bremerhaven auch auf den Umstand zurückgeführt wurde, dass nur die Wenigsten den Ernst der Lage erfasst haben dürften. Nach nur 20 Minuten versank die "Elbe" mit dem Achterschiff voran in den Fluten der Nordsee. In dieser Zeit konnte trotz der verzweifelten Bemühungen der Mannschaft, die später ausdrücklich durch das Seeamt gewürdigt wurden, nur ein Boot erfolgreich zu Wasser gelassen werden. 

Kurt von Goessel (Kapitän der Elbe)

Fahrzeuge, die wenige Stunden später die Stelle kreuzten, an der die Elbe gesunken war, bemerkten weder Zeichen von dem verlorenen Schiff noch Schiffstrümmer. Nur 20 Personen überlebten die Katastrophe, 15 Offiziere und Seeleute und 5 Passagiere, darunter eine junge Frau. Die übrigen Personen, 332 an der Zahl (nach anderen Berichten 374), fanden im aufgewühlten Meer den Tod.
Die Tatsache, dass sehr wenig Passagiere, aber eine Anzahl von Schiffsangestellten gerettet wurden, schien ein schlechtes Licht auf die Offiziere und Besatzung der Elbe zu werfen, und es wurden Vorwürfe laut, in denen der Mut und die Disziplin der Offiziere und Mannschaft angezweifelt wurde. Die „Central News of London“ erklärten jedoch auf Grund ihrer von jedem einzelnen Überlebenden eingezogenen Erkundigungen, dass derartige Beschuldigungen völlig grundlos seien. Über die Details des Unglücks gingen die Äußerungen der Geretteten zum Teil weit auseinander. Faktum ist jedenfalls, dass nur das Rettungsboot Nr. 3 mit 20 Personen geborgen werden konnte. Deren Bergung durch die zufällig die Unglücksstelle passierende Wildflower unter Kapitän William Wright, verlief äußerst dramatisch. Da die Insassen vor Nässe und Kälte fast bewegungsunfähig waren, gelang es ihnen nur mit Mühe, das ihnen zugeworfene Tau an ihrem Boot festzumachen. Nachdem ein Großteil der Passagiere an Deck gezogen worden war, riss plötzlich das Seil und das Rettungsboot trieb wieder auf die offene See hinaus.

Überlebende.
Stehend (v. l. n. r.): Zahlmeister Weser, Oberheizer Fürst, Leichtmatrose Battke, Maschinenassistent Sittig, Matrose Finger.
Sitzend (v. l. n. r.): 3. Offizier Stollberg, Obermaschinist Neußel
Zahlmeisterassistent Schlutius, Maschinenassistent Ernst Linkmeyer.

Neuerlich wurde ein Tau ausgeworfen, wieder wurde dieses befestigt, und schließlich wurden auch die letzten Überlebenden geborgen. Anna Böcker, die einzige Frau, die die Schiffskatastrophe überlebte, hatte bei ihrer Rettung nur einen Mantel an, weder ein Kleid, noch Schuhe, noch Strümpfe. Die Rettung der schon halb erfrorenen Schiffbrüchigen erfolgte buchstäblich in letzter Minute. Der Kapitän der Wildflower bemerkte später in seinem Bericht an die vorgesetzte Dienststelle: „Ich zweifle nicht, dass eine Stunde später die meisten der Geretteten tot gewesen wären, denn ich hatte 6 Zoll Eis auf meinem Verdeck.“
Allgemein entrüstet war man über das Verhalten des englischen Kapitäns des kleinen Dampfers Crathie, der die Katastrophe verursacht hatte. Der Dampfer, der auf der Fahrt von Rotterdam nach Aberdeen war, wendete, nachdem der Zusammenstoß erfolgt war, sofort zur holländischen Küste zurück, ohne den geringsten Versuch zu machen, zur Rettung der Verunglückten beizutragen.

## Liste der geretteten Passagiere und Mannschaftsmitglieder
Kajütpassagierin Anna Böcker aus Bremen

Kajütpassagier Carl A. Hofmann aus Grand Island

Kajütpassagier Eugen Schlegel aus Fürth

Kajütpassagier Jan Vevera aus Böhmen

Zwischendeckpassagier Wientje Bothen aus Klinge

Englischer Lotse William Greenham von der Isle of Wight

Weserlotse H. A. de Harde aus Lehe

Dritter Offizier Theodor Stollberg aus Oldenburg

Obermaschinist Albert Neußel aus Bremerhaven

Zahlmeister Wilhelm Weser aus Bremerhaven

Zahlmeisterassistent Paul Schlutius aus Berlin

Maschinenassistent Ernst Linkmeyer aus Hamburg

Maschinenassistent Friedrich Sittig aus Witten an der Ruhr

Oberheizer Hermann Fürst aus Lehe

Matrose Gustav Wennig aus Berlin

Matrose Paul Siebert aus Jasenitz

Matrose Carl Finger aus Geestemünde

Leichtmatrose Wilhelm Dresow aus Stemnitz

Leichtmatrose Anton Battke aus Mechilinken

Steward Emil Kobe aus Bremen

## Auswirkungen des Untergangs
Im Nachgang des Unglücks verfasste Friedrich Ludwig Middendorf die 1896 von der noch jungen See-Berufsgenossenschaft herausgegebenen Vorschriften über Zahl und Bauart der wasserdichten Schotten, über die ein Schiff verfügen musste.